# Sentencia (literatura)
En retórica, y dentro de las figuras literarias, la sentencia (en latín sententia, -æ) es una de las llamadas probationes argumentativas. Se trata de una afirmación breve, grave y sucinta o máxima que, en tono de doctrina o moralidad, pretende exponer una idea con validez universal sobre algún aspecto de la vida o del hombre.
La sentencia puede considerarse como un aforismo propio que el autor utiliza como argumento de autoridad.